# Bancontact Payconiq Company
Bancontact Payconiq Company is ontstaan uit de fusie tussen Bancontact Company en Payconiq Belgium. Het bedrijf is marktleider op het gebied van betaaldiensten in België.
Bancontact Payconiq Company kent vijf aandeelhouders: KBC, BNP Paribas Fortis, Belfius en ING hebben elk 22,5% van de aandelen in handen. AXA Bank, dat normalerwijze overgenomen wordt door Crelan, bezit 10% van de aandelen.

## Tijdlijn
- Op 26 maart 2018 kondigden Bancontact Company en Payconiq Belgium aan om te fuseren, mede door de zware verliezen die Payconiq ondertussen opgestapeld had en de te beperkte gerealiseerde groei.[2][3][4][5]
- Op 3 juli 2018 was de fusie tussen Bancontact Company en Payconiq Belgium afgerond. Nathalie Vandepeute werd benoemd als CEO van het nieuwe bedrijf.[1][6]
- Op 3 augustus kreeg het nieuw gevormde bedrijf door de fusie een kapitaalverhoging van 17 naar meer dan 32 miljoen euro.[7]
- Op 22 september 2021 raakte bekend dat Batopin voor zijn geldautomaten het logo van Bancontact als uithangbord zal gebruiken[8].

## Persbericht
Bancontact Company en Payconiq Belgium kondigden op 26 maart 2018 aan dat zij de intentie hebben om te fuseren tot één bedrijf, ‘Bancontact Payconiq Company’. De aandeelhouders van Bancontact Company en Payconiq Belgium tekenden daarover op 26 maart 2018 een werkovereenkomst.
De vertrouwde Bancontactkaart blijft verder bestaan, zowel online als in de fysieke winkel. De Bancontact-debetkaart verandert ook niet van naam.